# Protein E7 (humanes Papillomvirus 16)
Protein E7 ist ein onkogenes Protein des humanen Papillomvirus 16. Es wird zusammen mit hTERT in der Biochemie und Zellbiologie zur Immortalisierung von Zellen verwendet.

## Eigenschaften
Das Protein E7 dient der Replikation des viralen Genoms. In Kombination mit E6 transformiert es Wirtszellen. Es bringt ruhende Zellen zur Zellteilung durch Überwindung der Checkpoints der Zelle von der G0-Phase in die S-Phase. Es bewirkt die Dissoziation von E2F1 von pRB, wodurch die Genexpression von E2F1-regulierten Genen der S-Phase eingeleitet wird. Zudem hemmt es die zelluläre Deacetylierung von Histonen durch HDAC1 und HDAC2. Daneben hemmt es die Bildung von Interferon-α. Protein E7 bindet an TMEM173/STING und hemmt dadurch die Bildung von Interferonen des Typs I (Interferon-α und Interferon-β). Es bindet über seinen Zinkfinger zweiwertige Zinkionen. Protein E7 induziert die Bildung von Rad51 und verzögert die DNA-Reparatur. Weiterhin induziert es die Bildung von hTERT.